# دياني ويبر
دياني ويبر (بالإنجليزية: Diane Webber)‏ هي عارضة وممثلة أمريكية، ولدت في 29 يوليو 1932 في لوس أنجلوس في الولايات المتحدة، وتوفي بنفس المكان في 19 أغسطس 2008 بسبب سرطان. من الجوائز التي نالتها بلاي بوي بلاي ميت سنة 1955 سنة 1956.

## جوائز
- بلاي بوي بلاي ميت (1955)
- بلاي بوي بلاي ميت (1956)

## وصلات خارجية
- دياني ويبر على موقع IMDb (الإنجليزية)
- دياني ويبر على موقع ميوزك برينز (الإنجليزية)
- دياني ويبر على موقع أول موفي (الإنجليزية)
- دياني ويبر على موقع قاعدة بيانات الفيلم (الإنجليزية)